# Nokia 5800 XpressMusic
Le Nokia 5800 XpressMusic est un smartphone et lecteur multimédia conçu par Nokia. Il a été annoncé le 2 octobre 2008 et est sorti le 27 novembre 2008 en France (commercialisé en novembre 2008 en Espagne, et en Thaïlande le 20 février 2009). Ayant pour nom de code « Tube », il est le premier téléphone tactile de Nokia sous l'interface Symbian S60 commercialisé à grande échelle. Il a été attendu pendant plusieurs mois depuis le lancement de l'iPhone, Nokia n'ayant pas de téléphone concurrent sur ce segment de smartphones. Ce téléphone fait partie de la série nommée « XpressMusic » qui est spécialisée dans la musique et le multimédia. Il dispose d'une connectivité 3G+, le Wi-Fi, le Bluetooth ainsi qu'une puce A-GPS. L'appareil photo numérique de type Carl Zeiss dispose d'une définition de 3,2 mégapixels.
Nokia annonce le 4 mars 2011 qu'il ne sera plus commercialisé. Il s'est vendu à plus de 15 millions d'exemplaires dans le monde.

## Histoire
Le Nokia 5800 XpressMusic n'est pas le premier téléphone portable à écran tactile de Nokia. En 2004, le Nokia 7700 est annoncé, il fait partie de la Série 90 de Symbian mais il est annulé. Il est suivi par le Nokia 7710.
Nokia a également produit le UIQ basé sur le Nokia 6708 en 2005, mais ce n'était pas un développement à l'interne mais sous traité par une autre entreprise, il a été racheté par le fabricant taïwanais BenQ. Nokia a également produit une gamme de tablettes Internet basée sur Maemo, qui avaient une interface tactile. Le Nokia 5800 XPressMusic été, par conséquent, le premier téléphone Nokia à écran tactile sous Symbian S60.
Le lancement du Nokia 5800 XpressMusic en octobre 2008 a été suivi par l'annonce du Nokia N97 en décembre 2008, puis le Nokia 6208 en janvier 2009,.
En janvier 2009, Nokia affirma avoir vendu 500 000 Nokia 5800 XpressMusic en 30 jours dans le monde. Ce même mois, il commence à être vendu en France,,.
Au début de février 2009, le site Mobile-Review.com, qui a d'abord été très enthousiaste au sujet du téléphone, a publié ses recherches et en a conclu que le Nokia 5800 XpressMusic avait un défaut de conception. Plus précisément, lorsque le téléphone était utilisé fréquemment, les écouteurs, produits pour Nokia par un tiers, ne s'arrêtaient pas de fonctionner instantanément, il demeurait en effet un temps de latence. Les réparations effectuées sous garantie ne seraient que temporaires pour résoudre le problème. Le défaut a été constaté dans la conception de l'écouteur. Le service des relations publiques de Nokia a admis que le Nokia 5800 XpressMusic avait un vice de conception. Selon Nokia, la fabrication de l'écouteur a été confiée à un autre fabricant, de sorte que tous les 5 800 produits sortis depuis février 2009 devaient être exempts de défaut. Les écouteurs produits antérieurement seront admissibles pour la réparation car encore sous garantie. De nouvelles oreillettes ont également été fournies aux centres de service et de réparation de téléphones Nokia ce qui devrait pallier définitivement au défaut.
Le 17 avril 2009, DigiTimes a indiqué que Nokia prévoit de sortir le Nokia 5800 avec un affichage à l'aide d'écrans tactiles inductifs au lieu de résistifs, qui sont utilisés dans le modèle original. Selon Mobile-Review.com, un écran tactile inductif est censé être en meilleur état de fonctionnement lorsqu'un stylet n'est pas utilisé. Le modèle amélioré a été prévu pour être livré en mai ou en juin 2009. À la mi-mai 2009, DigiTimes a écrit que les écrans inductifs pour Nokia sont sur le point d'être produits par Synaptics. Le 24 avril 2009, cette rumeur a été démentie par Nokia, qui explique : « nous ne changeons pas le matériel du Nokia 5800 XpressMusic ».
Le 21 août 2009, Nokia a annoncé une nouvelle variante appelée Nokia 5800 Navigation Edition. En plus des caractéristiques du Nokia 5800, il intègre la dernière version d'Ovi Maps pré-installée. Il est également livré avec un chargeur et un support pour voiture. Tant le Nokia 5800 XpressMusic que l'édition navigation, les deux versions ont la navigation et les mises à jour des cartes gratuites à vie, en raison de la nouvelle version de cartes Ovi Maps.
Nokia annonce le 4 mars 2011 qu'il ne sera plus commercialisé.

## Commercialisation

### Politique de prix

#### Dans le monde
Les réductions de prix du Nokia 5800 XpressMusic ont entraîné certains changements par rapport au paquet standard. Le câble de sortie vidéo est retiré (fonctionnalité manquante seulement pour les téléphones fabriqués en septembre 2009 en Inde). Le stylet supplémentaire, la poche, ainsi que le support ont été retirés pour l'Inde par exemple.
Toutefois, en Inde, en dépit de toutes ces suppressions, le paquet standard offre un casque sennheiser d'une valeur de 55 $.

#### En France
Le 5800 est commercialisé en France depuis le 15 janvier 2009.
Il est commercialisé lors de son lancement au prix 459 euros TTC (hors subventions opérateur). Le 22 janvier 2009, des baisses significatives du prix ont pu être observés sur Internet, certains sites web le proposant à 360 euros, certains opérateurs le proposant aussi avec un abonnement à 29 euros.
SFR vend le smartphone avec abonnement à partir de 29 euros TTC. Le client s'engage pendant 12 ou 24 mois à l'un des forfaits « Illimythics 3H et + » ou « Essentiel 3h » de l'opérateur. Avec les forfaits « Illimythics » et « Essentiel » comprenant 2 heures de communication par mois, son prix passera alors à 59 euros. Avec un forfait bloqué « Spéciale Musique », le 5800 XpressMusic sera également disponible pour 189 euros contre 339 euros pour le mobile seul.
Bouygues Telecom le propose à 79 euros avec un abonnement. Le client doit s'engager pendant 24 mois à un forfait « Neo.2 3h et plus », son prix passant à 149 euros avec un forfait « 2 fois plus SMS illimités » (engagement de 24 mois toujours). Une carte de 16 Go sera offerte pour ceux acquérant le terminal au prix de 79 euros.
Orange pour sa part le propose à partir de 79 euros avec un abonnement. Si le client choisit un forfait Origami Star, First ou Jet il peut l'acquérir à ce prix. Avec un forfait Origami Zen, il passe à 129 euros. Le prix du 5800 XpressMusic passe à 229 euros avec un forfait bloqué, 329 euros sans engagement ou « nu » au prix de 409 euros.
Pour toutes les autres offres autre que celle où est fournie la carte de 16 Go, le smartphone est livré avec une carte mémoire Micro SD de 8 Go.

#### Disponibilité
Nokia a annoncé le 5800 XpressMusic à Londres le 2 octobre 2008. Le prix de détail suggéré est de 279 €, hors taxes et hors subventions opérateur. Le téléphone a été mis à disposition au 4e trimestre 2008 en Finlande et dans d'autres pays, notamment dans les pays asiatiques comme à Hong Kong, en Inde, en Indonésie, en Malaisie, au Pakistan, à Taiwan, en Thaïlande, dans les pays occidentaux comme en Russie, en Espagne, en Ukraine et pour le Moyen-Orient, aux Émirats arabes unis. Nokia a seulement fait observer qu'il a besoin de temps pour personnaliser le logiciel du téléphone et pour les opérateurs d'autres marchés. Les analystes ont spéculé sur le retard comme une manœuvre d'affaires à ne pas boucher son portefeuille de produits existants en vente pour Noël et que le téléphone est un prix très compétitif. Le téléphone a été commercialisé pour le reste de l'Europe au début de 2009. La version européenne est disponible pour les clients des États-Unis depuis le 14 décembre, une version nord-américaine a été publiée le 26 février et a été rapidement retirée peu de temps après à cause de problèmes de réception en 3G. Il a été remis en vente le 14 mars après que le firmware eut été mis à jour pour résoudre le problème. Il est sorti en Australie le 20 mars 2009.
Le téléphone a fait ses débuts dans le monde entier dans plusieurs pays occidentaux dont la Russie, l'Espagne, en Finlande, et pour les pays asiatiques au Pakistan, en Inde, à Hong Kong, et à Taiwan le 27 novembre 2008. Le prix final du Nokia 5800 fait scandale parmi les supporters de Nokia sur les forums d'Internet, une augmentation de 33 % du prix par rapport au prix initial de vente au détail estimé à 279 euros (dû au fait que Hong Kong n'a pas de TVA à compter de 2008, et que le téléphone mobile n'est pas livré avec « Nokia Comes With Music », le service de vente de musique de Nokia car il n'a pas été lancé à Hong Kong encore). En Russie, il a été au prix de 15 000 roubles soit 550 $ lors de son lancement le 5 décembre 2009. Lorsque le téléphone a fait ses débuts au Pakistan il était au prix de 23000 Rs. Le Nokia 5800 a finalement fait ses débuts en Malaisie le vendredi 9 janvier 2009, après avoir été annoncée en octobre 2008. Le mobile se vend 1499 MYR. Le téléphone est déjà disponible en Inde, depuis le 8 janvier 2009 par Priyanka Chopra ambassadeur de la marque pour un prix de détail de (toutes taxes comprises + TVA) 19.999 R. récemment réduite à 14.209 Rs. Il est disponible en janvier 2009 aux Philippines pour 19 990 Php, (maintenant 15 990 pour la version complète et 14 000 pour le package de base moins un câble A/V, un support, un stylet de rechange et le boîtier en caoutchouc). La date de sortie officielle pour la Suède est le 16 février. Il est disponible au Vietnam à partir du 5 janvier pour 6 700 000 VND, environ 385 US $, l'un des prix les plus bas. Le téléphone est ensuite disponible en Thaïlande le 28 février 2009, pour 13 520 THB. Le lancement au Royaume-Uni a lieu le 23 janvier 2009 et le prix a été de 249,99 £. Le 5800 a été annoncé par Nokia en Afrique du Sud au début février 2009. Son prix initial est de 555 900 R, soit environ 570 US $ sur le réseau Vodacom, sur leur brochure de février 2009, ce qui en fait l'un des plus chers au monde. Il est vendu par Rogers Communications au Canada, en juin 2009. En raison de lois sur le WIPI, il est autorisé par la Corée du Sud à la fin novembre 2009. Disponible au Bangladesh pour 23 500 BDT ou approximativement 341 US $ (maintenant réduite à 22 400 BDT ou environ 325 US $ pour le forfait de base - moins un câble TV, le support, le stylet de rechange et le boîtier en caoutchouc).

### Politique de communication
Un prototype de cet appareil est visible dans le film de Batman, The Dark Knight et un certain nombre de clip musicaux tels que celui de Christina Aguilera, Keeps Gettin 'Better, Womanizer de Britney Spears, Flo Rida Right Round, Pitbulls Shut It Down, The Pussycat Dolls Jai Ho! et Hush Hush, Katy Perry's Waking Up In Vegas ou encore celui de Starship Cobra Good Girls Go Bad.
Nokia a également mis en valeur son téléphone dans de nombreux types de publicités. Il a utilisé internet, comme sur le portail de Yahoo, sur Deezer,. La société a aussi utilisée de nombreux panneaux publicitaires dans les villes.

## Réception et critique
|                  | Date du test   | Note du test                                                         |
| ---------------- | -------------- | -------------------------------------------------------------------- |
| SVMlemag.fr      | 08/2009        | 8/10                                                                 |
| Mobinaute        | 05/2009        | 6/10                                                                 |
| LesMobiles.com   | 03/2009        | 8,5/10                                                               |
| Tekit.fr         | 02/2009        | 7,3/10                                                               |
| Graphmobile      | 02/2009        | Non noté                                                             |
| Ere Numérique    | 02/2009        | 7,5/10                                                               |
| MobiFrance       | 01/2009        | 6,5/10                                                               |
| 01net            | 01/2009        | 6/10                                                                 |
| Les Numériques   | 01/2009        | 8/10                                                                 |
| CNET France      | 01/2009        | 4/5                                                                  |
| Best Of Micro    | 12/2008        | Non noté                                                             |
| Best Of Micro    | 10/2008        | Non noté                                                             |
| Mobile Choice    | 01/2009        | 5/5                                                                  |
| Mobile-review    | 09/2008        | Non noté                                                             |
| Diisign          | 05/2009        | Non noté                                                             |
| Touchmobile      | 04/2009        | 16/20                                                                |
| Mobiles-actus    | Non communiqué | 95/100                                                               |
| Mobile-phones-uk | 03/2009        | 5/5 (exceptionnel)                                                   |
| Softpedia        | Non communiqué | - design : 8,5/10 - caractéristiques : 8,5/10 - performance : 8,3/10 |
| Infosyncworld    | Non communiqué | 73/100                                                               |

Le téléphone a reçu des commentaires généralement positifs, un site Internet du Royaume-Uni  spécialisé dans les téléphones mobiles Mobile Choice lui attribuant un 5 étoiles plein dans son édition du 7 janvier 2009
. Le magazine français SVM lui attribue 3 étoiles sur 5 (SVM no 283, juillet/août 2009, après une mise à jour des notes)
. Le site touchmobile lui accorde un 16/20 le 25 avril 2009 et mobiles-actus lui donne une note de 95/100 (pour la version navigation)
,. CnetFrance lui met un 4/5.
On pourra citer comme points forts sa qualité de réception du signal, une puce GPS efficace (accompagné d'un logiciel Ovi maps désormais gratuit), ses caractéristiques (connectivité complète, trois capteurs, 3G+), sa gestion intuitive des menus, la présence d'une touche tactile permettant d'accéder à cinq raccourcis (en haut à droite de l'écran), son navigateur Web, la définition de l'écran, le nombre d'accessoires livrés ainsi que la présence d'une carte microSDHC de 8 Go.
Ses points faibles sont : l'appareil photo, la qualité du casque fourni, l'interface vieillissante de Symbian S60 v5, la non-prise en charge de multitouch, la gestion aléatoire de l’accéléromètre (passage intempestif de l'écran en mode paysage) et son aspect « plastique ». Des craquements se font entendre au bout de quelques mois d'utilisation.

## Conception et caractéristiques

### Fonctionnalités techniques

#### Généralités techniques et fonctions multimédias
Les réseaux mobiles supportés sont le GSM (850, 900, 1800 et 1 900 MHz), le réseau EDGE, la 3G (900 et 2 100 MHz) et la 3G+.
L'écran du Nokia 5800 est tactile, de type résistif de 3,2 pouces avec une définition de 640 x 360 pixels (nHD) et 16 millions de couleurs au format 16:9,. La batterie de 1 320 mAh assure théoriquement une autonomie de 9 heures en communication  GSM, 17 jours en veille, 35 heures en musique ou encore 5 heures en vidéo. Sa mémoire est de 81 Mo extensibles par carte mémoire MicroSDHC limitée à 16 Go, une carte de 8 Go est livrée.
Le second appareil photo est situé sur la face avant, en haut à droite permettant de faire de la visiophonie. Il a une définition QCIF de 176 x 144 pixels, avec jusqu’à 5 images par seconde en résolution faible, jusqu’à 10 images par seconde en résolution normale et jusqu’à 15 images par seconde en résolution élevée, dépendante de la qualité du réseau utilisé (un réseau 3G est le minimum pour pouvoir utiliser la visiophonie). Depuis la v40.0.005, il est possible de prendre des photographies et des vidéos.
Sa connectique est composée d'un module Wifi b, g, du Bluetooth 2.0 stéréo et d'une prise Jack 3,5 mm, elle permet de connecter un kit mains libres/écouteurs ou de connecter le téléphone à un téléviseur avec le câble TV fourni. Il est équipé d'un capteur de proximité, d'un capteur de luminosité ainsi que d'un accéléromètre pour la rotation de l'écran.
Il dispose également d'un vibreur, de deux haut-parleurs et d'une radio FM 87,5 MHz - 108,0 MHz avec RDS (maximum vingt stations). Les touches physiques sont : décrocher (vert), raccrocher (rouge), menu (blanc), appareil photo, allumer/éteindre (légèrement encastré), ainsi qu'un interrupteur à glissement destiné au verrouillage de l'écran) et d'une touche tactile (sur la face en haut à droite permettant d'afficher cinq raccourcis). Il intègre un stylet en plastique rangé dans la coque arrière.
Ses dimensions sont de 111 × 51,7 × 15,5 mm pour 109 grammes.
Son DAS s'élève à 0,97 W/kg.

#### Fonctions photo et vidéo

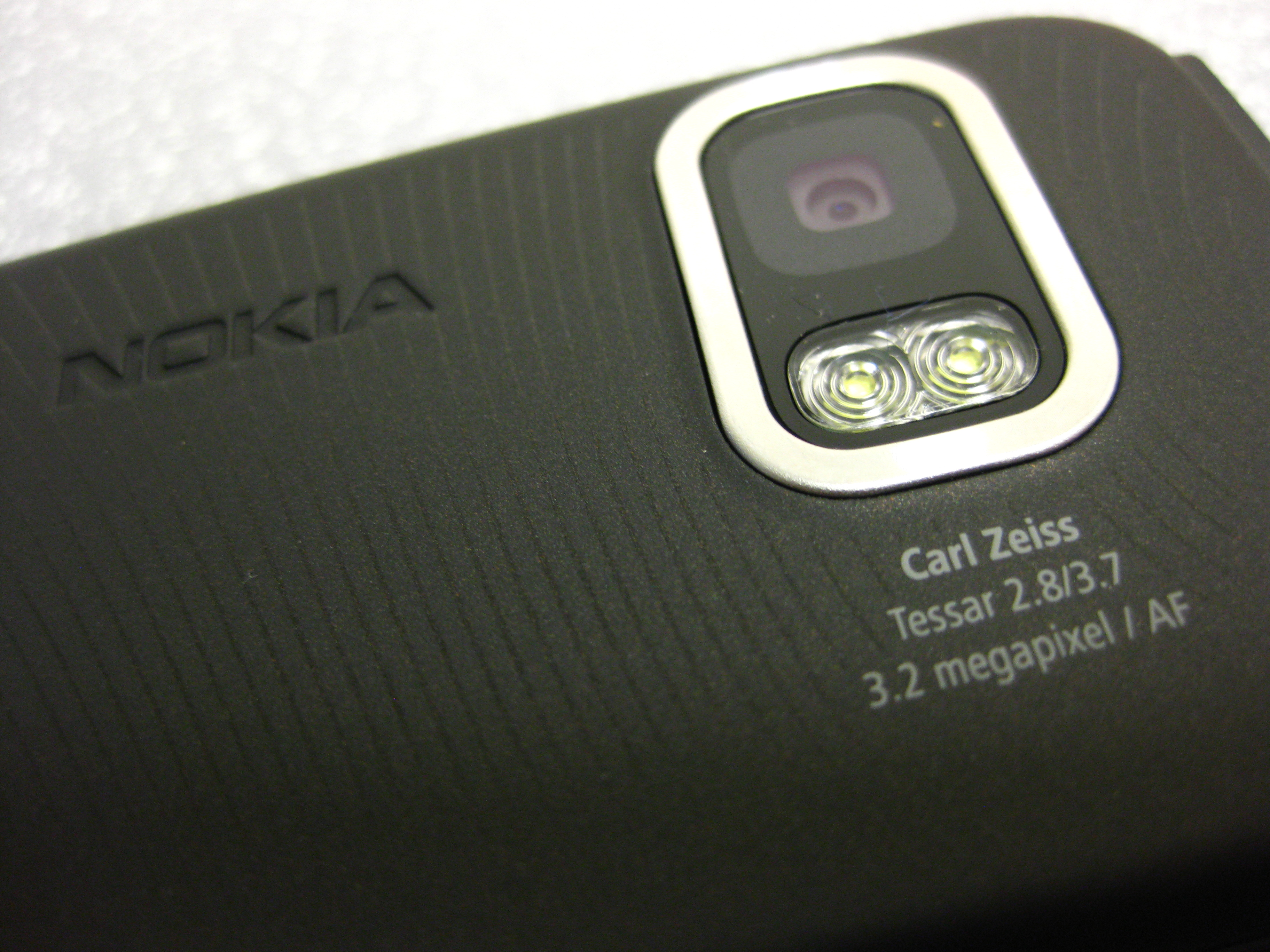
Appareil photo du téléphone

L'appareil photo numérique de ce modèle intègre un capteur d'une définition de 3,2 mégapixels équipé d'une optique produite par Carl Zeiss Tessar. Les fonctions d'autofocus et de zoom numérique x3 viennent compléter les possibilités du 5800 en termes de photographie. Les images, enregistrées au format JPEG, sont géotaguées grâce au système A-GPS du téléphone. L'appareil photo est couplé d'un double flash à LED pour les scènes de basses luminosité ou nocturnes. Les photos prises sont au format 4:3 (2048x1536) et pèsent entre 0,4 (=400 ko) et 1 Mo.
Les paramétrages possibles sont les modes de scènes (automatique, défini par l'utilisateur, macro, portrait, paysage, sport, nuit, portrait, nuit), l'affichage d'une grille permettant de cadrer la cible à photographier, un retardateur (désactivé, 2,10 ou 20 secondes), la teinte couleur (normale, sépia, noir et blanc, vive, négatif), l'équilibrage des blancs (automatique, ensoleillé, nuageux, incandescent, fluorescent), l'exposition(2.0,1.5,1.0,0.5,0.0,-0.5,-1,0,-1,5,-2.0), la sensibilité à la lumière (automatique, faible, moyenne, élevée), le contraste, la netteté (forte, normale, douce), prise en mode rafale.
La fonction caméra offre quant à elle des vidéos en format VGA en 30 images par seconde, avec un zoom numérique allant jusqu'à x4 au ratio 16:9. Il est possible de faire de la visiophonie grâce à la caméra présente sur la face avant avec une meilleure qualité d'image.

Exemples de médias générés par l'appareil
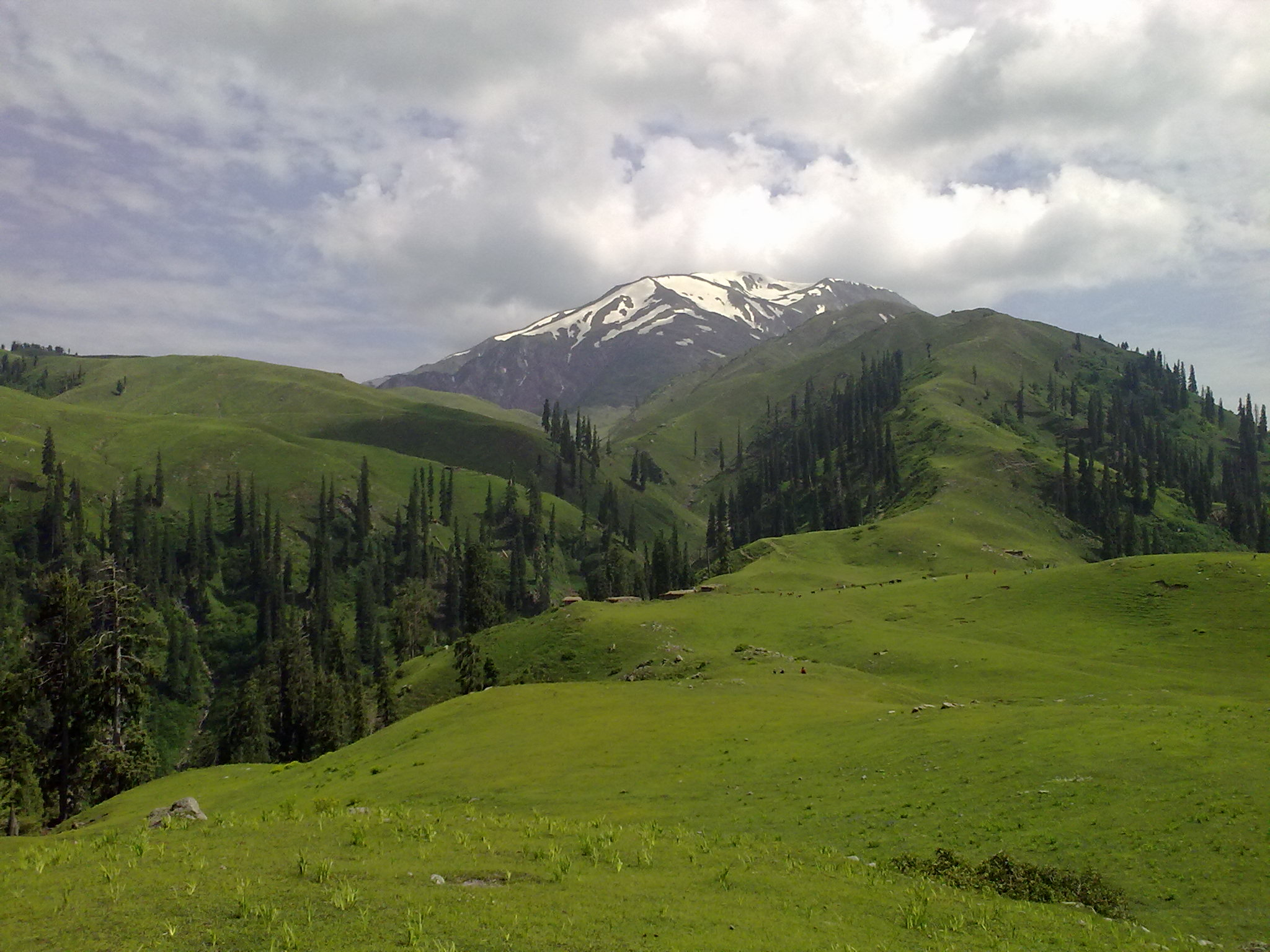
Photographie prise avec le téléphone[n 5].
- Vidéo de test de l'appareil photo numérique en mode vidéo

### Environnement logiciel
Le 5800 XpressMusic est un téléphone fonctionnant avec Symbian OS S60 V5. C'est le premier téléphone utilisant cet OS. Son processeur est un ARM 11 à 434 MHz depuis la version du logiciel v20 (avant 369 MHz),.
Les logiciels inclus sont Flash Lite 3.1 pour visionner des vidéos sur Internet, Java ME MIDP 2.1 pour visualiser certaines informations sur Internet, RealPlayer pour visionner des vidéos et Ovi Maps ainsi que toutes les fonctionnalités de Symbian S60 V5 comme un agenda, une liste de notes, un navigateur Web, une gestion écran tactile, une calculatrice basique, un lecteur multimédia, une gestion des applications, la reconnaissance vocale, un logiciel de positionnement (autre que Ovi Maps) pour connaître les coordonnés GPS, l'altitude avec la précision estimé de chacun et la vitesse de déplacement, un gestionnaire de fichiers, un système de messagerie instantanée, un convertisseur (devise, superficie, énergie, longueur, masse, puissance, pression, température, durée, vitesse, volume), un dictaphone, une horloge mondiale et la possibilité de modifier un grand nombre de paramètres de configuration. De nombreuses applications sont également téléchargeables depuis l'Ovi store de Nokia, on peut aussi en installer depuis n'importe quelle source du moment quelles sont signées.
Il est livré avec 2 jeux : Bounce, un jeu avec une balle rebondissante avec laquelle il faut avancer sur un chemin semé d'embuches et RT GR un jeu de voiture qui utilise l'accéléromètre pour la conduire.
Mises à jour
Le système d'exploitation du téléphone est modifié régulièrement pour apporter de nouvelles fonctionnalités ou pour améliorer les existantes, elles sont diffusées par Internet et fournies par Nokia.
La première mise à jour, la v11.0.008, publiée en janvier 2009 apporte des modifications dans les problèmes liés aux défauts d'origine. Amélioration des performances générales, ainsi que d'autres améliorations.
La seconde mise à jour, la v20.0.012, publiée en février 2009 soit 2 semaines après la première apporte le support du géotagging. Cela permet de savoir où une photographie a été prise grâce aux coordonnées GPS,.
La troisième mise à jour, la v21.0.025, publiée en avril 2009 soit 2 mois après la seconde apporte un démarrage plus rapide ainsi que des améliorations au niveau de la partie photo,.
La quatrième mise à jour, la v30.0.011, publiée en juillet 2009 soit 3 mois après la troisième apporte une fluidité en général, la présence des e-mail sur l'écran d'accueil, un navigateur web plus rapide avec nouveau zoom : un double tap fait un gros zoom, le lecteur de musique peut gérer le volume en tapant sur la pochette. Sur l'écran d'accueil, on peut gérer maintenant le volume avec touche +/-,.
La cinquième mise à jour, la v31.2.008, publiée en septembre 2009 soit 2 mois après la quatrième apporte Ovi Maps v3.01, Ovi Store v1.05, ainsi que l'amélioration des performances.
La sixième mise à jour, la v40.0.005, publiée en janvier 2010 soit 4 mois après la cinquième apporte le scroll cinétique (attendu depuis le début de la commercialisation du téléphone) partout sauf dans le menu principal/applications et le navigateur web, l'écran d'accueil du 5530 avec la barre de contact de 20 contacts et les raccourcis en bas de l'écran est disponible pour le 5800, lors de la réception d'un appel quand l'écran est verrouillé, possibilité de déverrouiller l'écran ou de répondre en glissant le doigt sur l'écran à la manière de l'iPhone ou du Nokia N97, pendant le fonctionnement du lecteur audio, le « Player » s'affiche sur l'écran d'accueil, le clavier passe automatiquement en mode AZERTY plein écran quand on tient le téléphone horizontalement, de nouvelles icônes « Partage lg », « Config. acces. », « Config. tél », l'application « Mise à jr log. » a été améliorée, l'application « Echange » a été ajoutée dans « Paramètres », mise à jour de Real Player du 12 octobre 2009 qui permet le changement de format d'image de vidéos en streaming, l'écran tactile répond mieux, la stabilité améliorée, lorsqu'une alarme se déclenche quand l'écran est verrouillé, il est possible de l'arrêter ou de la faire répéter en glissant le doigt sur l'écran, OVI Contacts installé, l'application « Téléchargez! » est supprimée et laisse place à la Boutique OVI Store. Un problème est apparu : la fonctionnalité de la radio RDS ne fonctionne plus,.
La septième mise à jour, la v50.005, publiée en avril 2010 soit 3 mois après la sixième apporte le défilement cinétique dans les menus (applications…) ainsi que dans le navigateur, le navigateur web se met en plein écran automatiquement, plus besoin de 2 clics mais 1 seul clic lance une application ou autre, le nouveau design du lecteur audio avec les pochettes,. Cependant, il est devenu impossible aux abonnés Orange et SFR, d'accéder au service TV part l'intermédiaire des portails Orange World / Vodafone Live,.
La huitième mise à jour, la v51.0.006, publiée en août 2010 soit 4 mois après la septième apporte des performances dans Mail for Exchange et des progrès pour les appels vidéos ainsi qu'une nouvelle version du navigateur Web (il passe le test Acid3 avec un score de 47/100) mais ne résous toujours pas le problème de la radio.
La neuvième mise à jour, la V52.0.007, publiée en novembre 2010 soit 3 mois après la huitième apporte une meilleure sensibilité, de meilleures performances, Ovi Maps pré-installé V3.04, Ovi contact mis à jour en version 1.50.17, le navigateur web est mis à jour en v7.2.6.9, real player à jour et la correction du bug du RDS de la radio.
La dixième mise à jour, la V60.0.003, publiée en octobre 2011 soit 11 mois après la neuvième apporte Ovi Maps pré-installé V3.06, le navigateur web est mis à jour (le même que la version de Symbian 3 "Anna", test Acid 3 : 93/100) en v7.3.1.33, il suffit de faire glisser le doigt de droite à gauche pour débloquer le téléphone, support des émoticônes, taille : environ 140 Mo via le logiciel Nokia Ovi Suite.
Problèmes des mises à jour
Les mises à jour peuvent être téléchargées par le réseau téléphonique de l'opérateur (en anglais : OTA : Over The Air) ou par le logiciel Nokia PC Suite. Les opérateurs peuvent personnaliser les téléphones et leur donner un numéro spécifique. Cela permet pour eux de contrôler une partie du trafic sur leur réseau. Certains codes empêchent d'obtenir les mises à jour. Il est alors nécessaire d'utiliser un logiciel tiers pour le modifier. Il existe 2 logiciels JAF et NSS. Les codes conseillés sont pour le Nokia 5800 Rouge : 0559052, le Nokia 5800 Bleu : 0559366 et le Nokia 5800 Noir : 0573737.

### Contenu du paquet

Contenu de la boîte en France
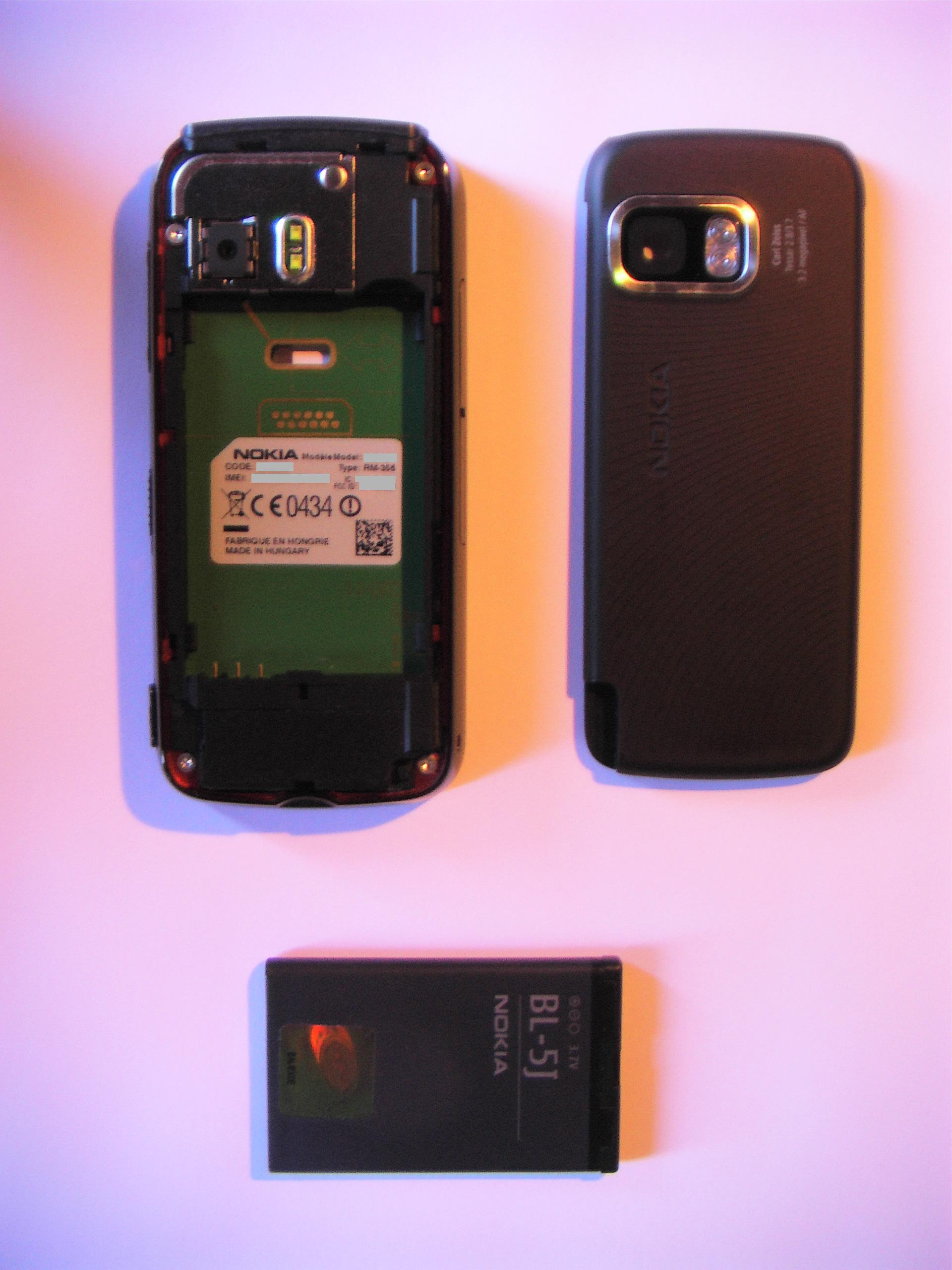
Le téléphone et la batterie.
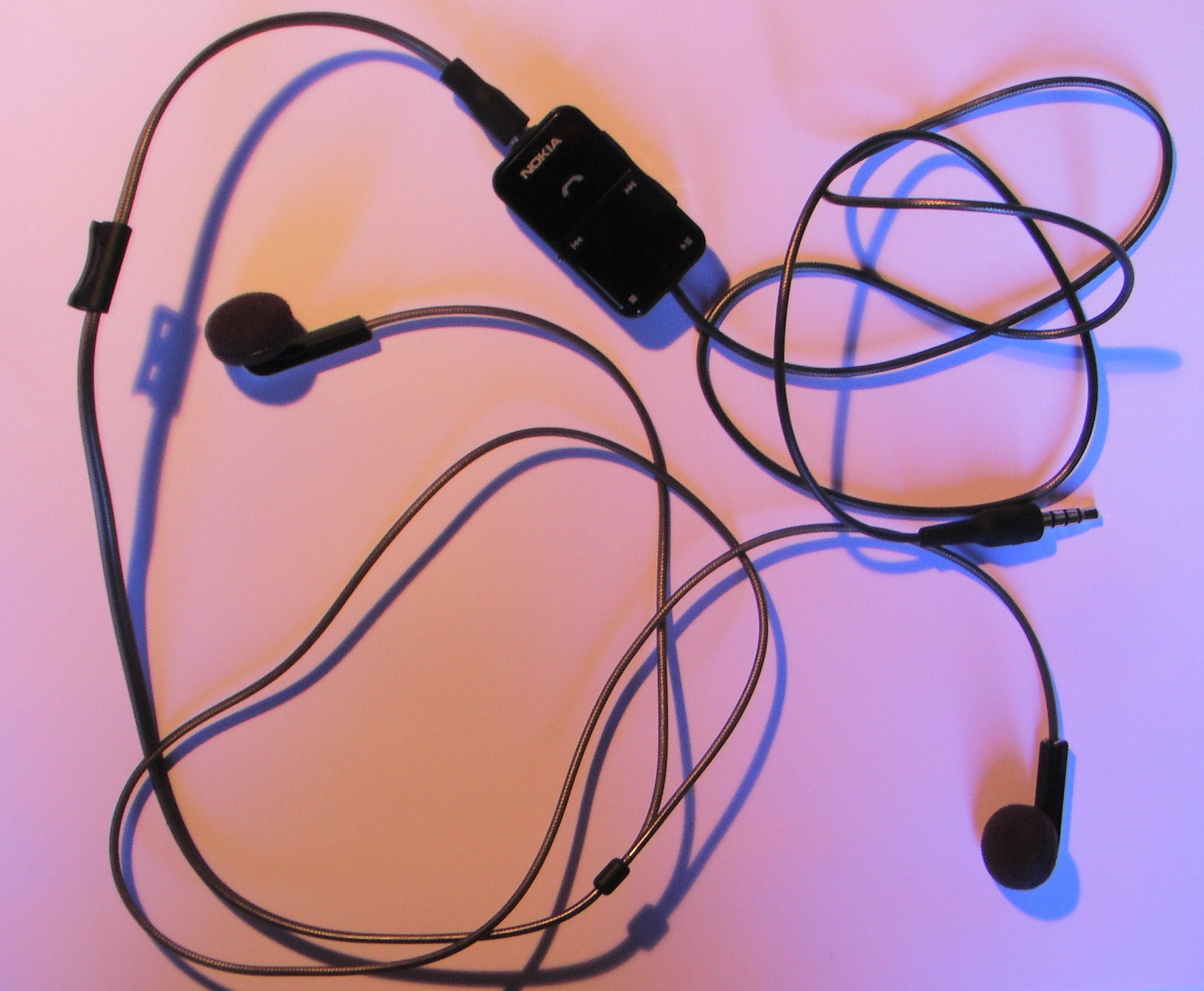
Les écouteurs.
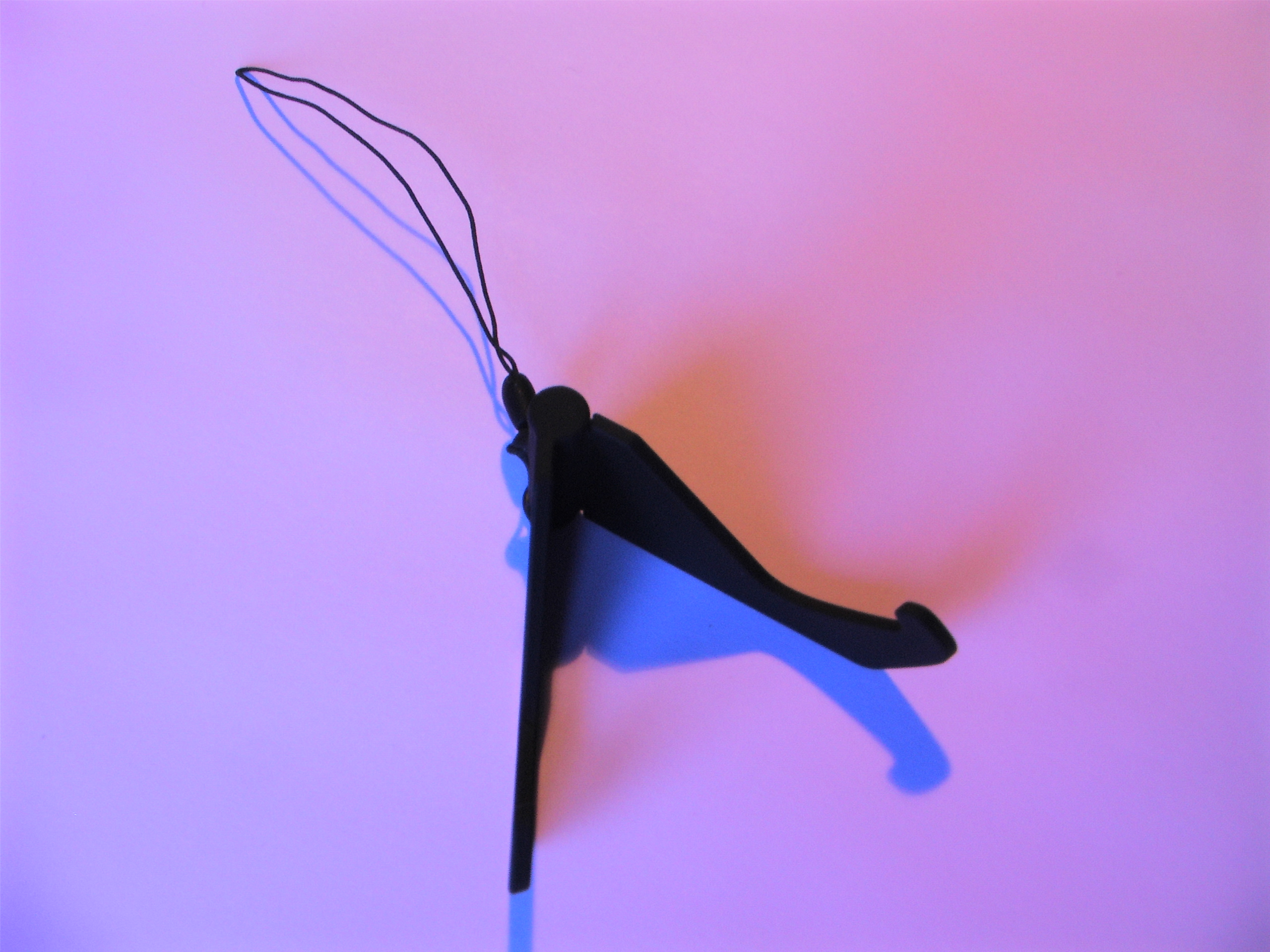
Le support.
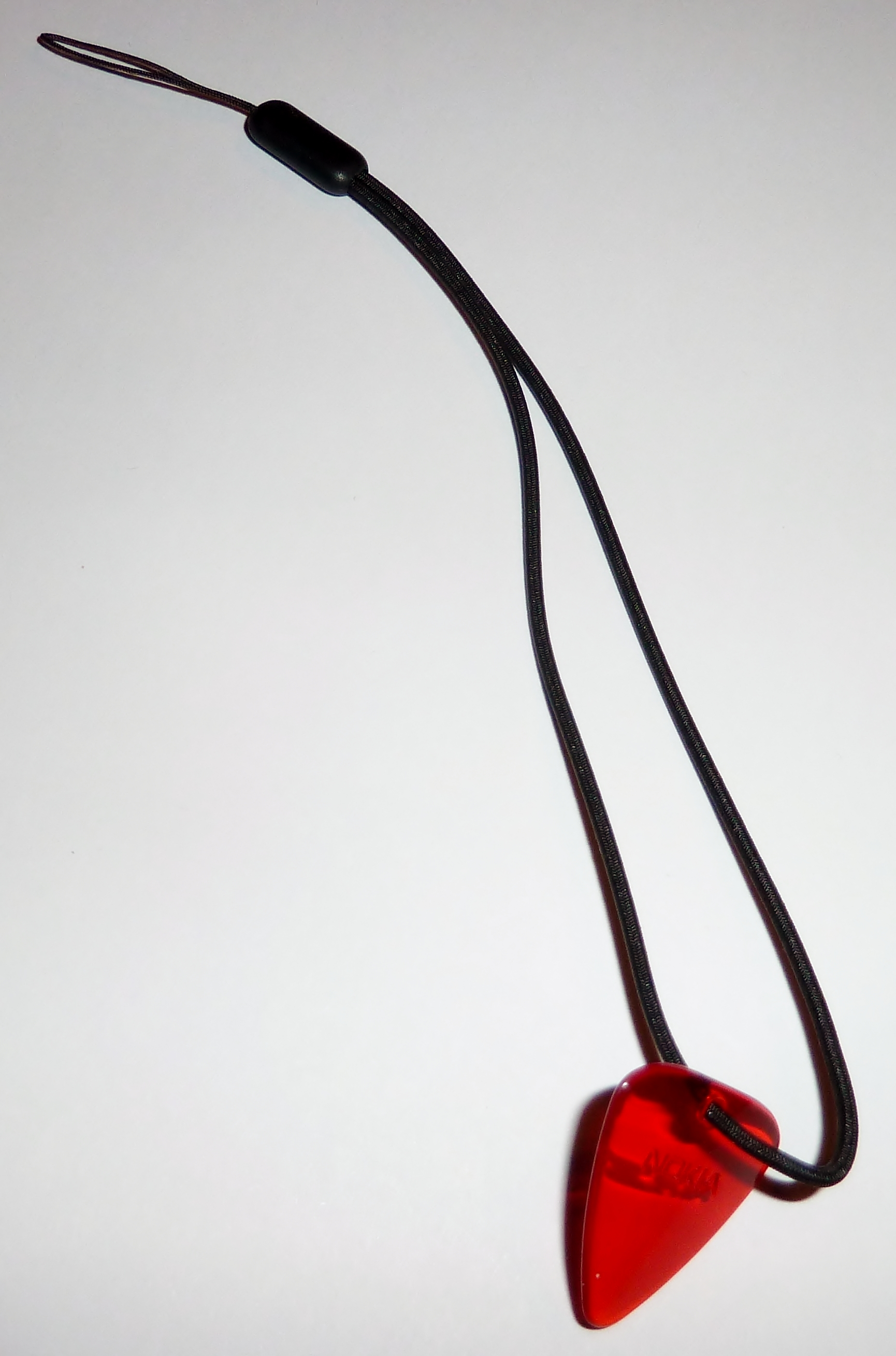
Le médiator.
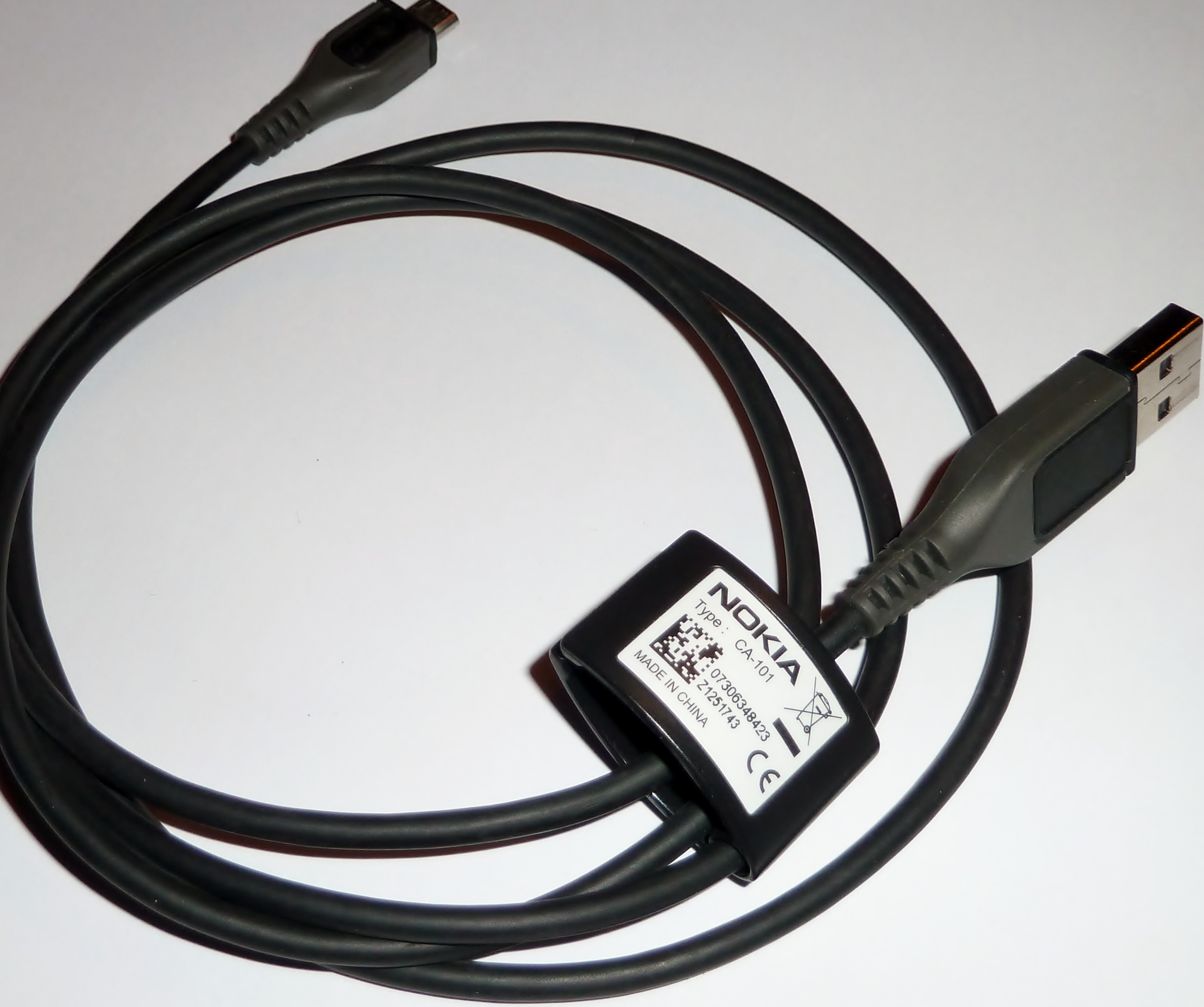
Le câble de connexion USB.
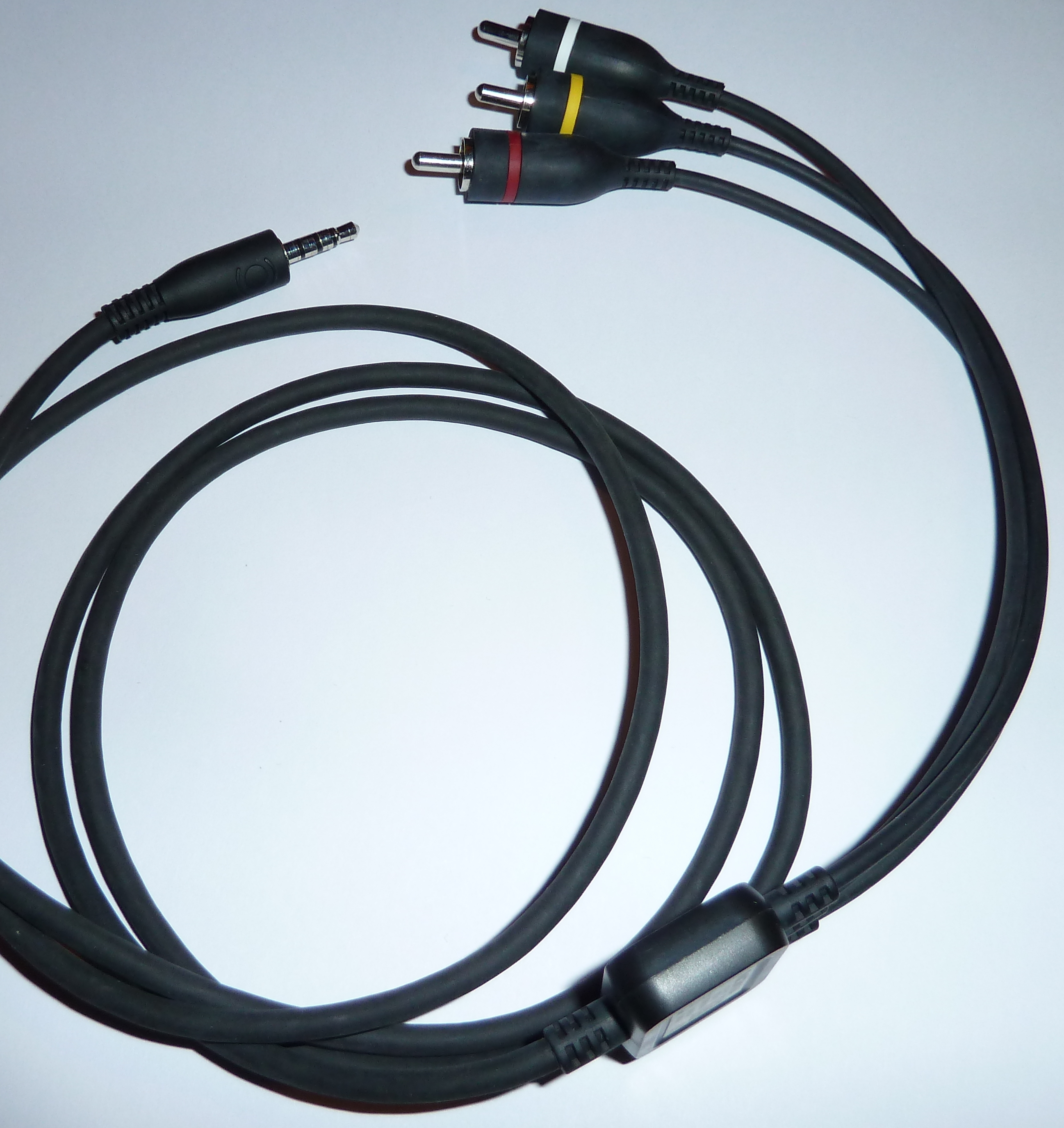
Le câble de connexion TV.
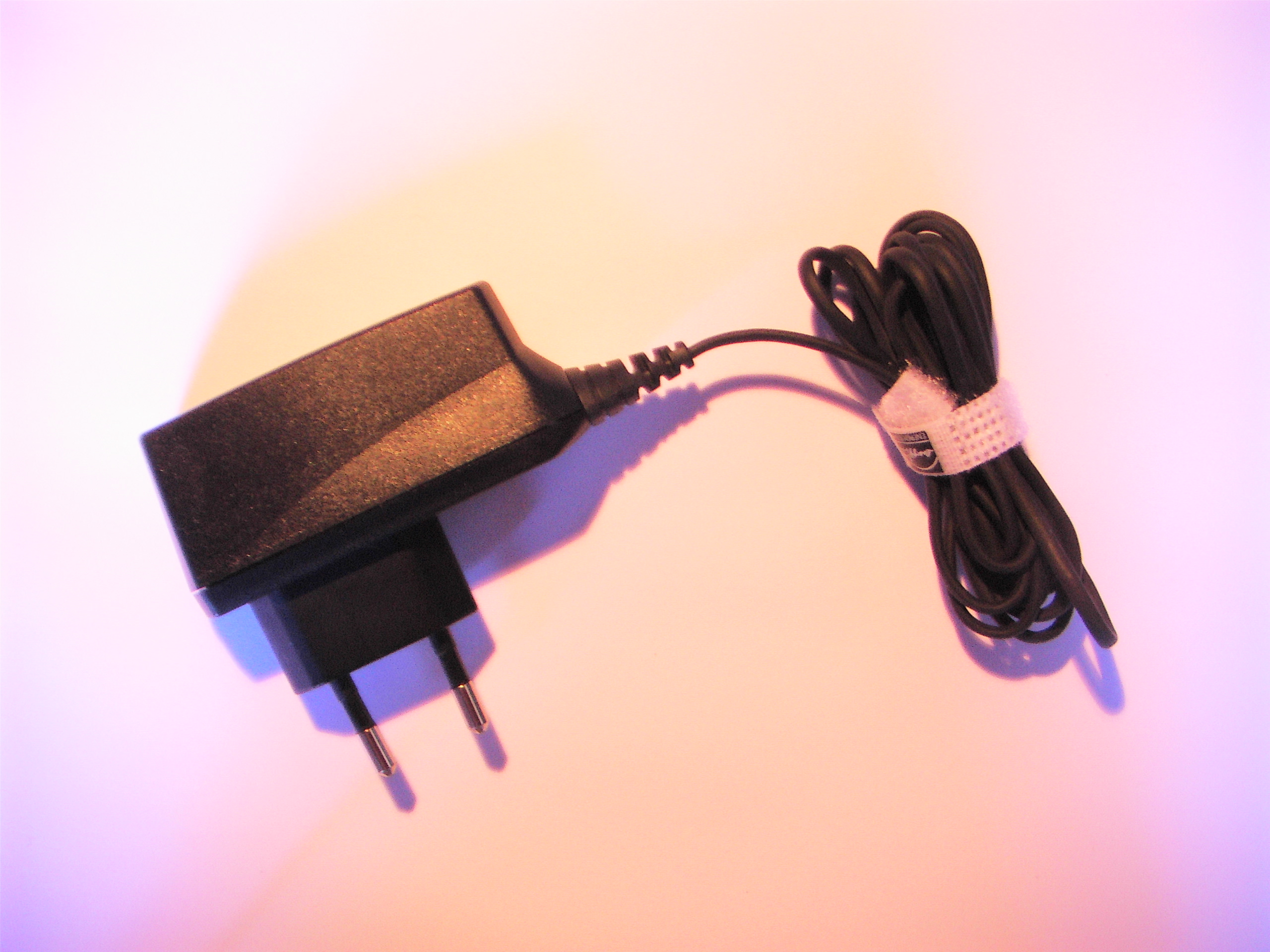
Le chargeur.
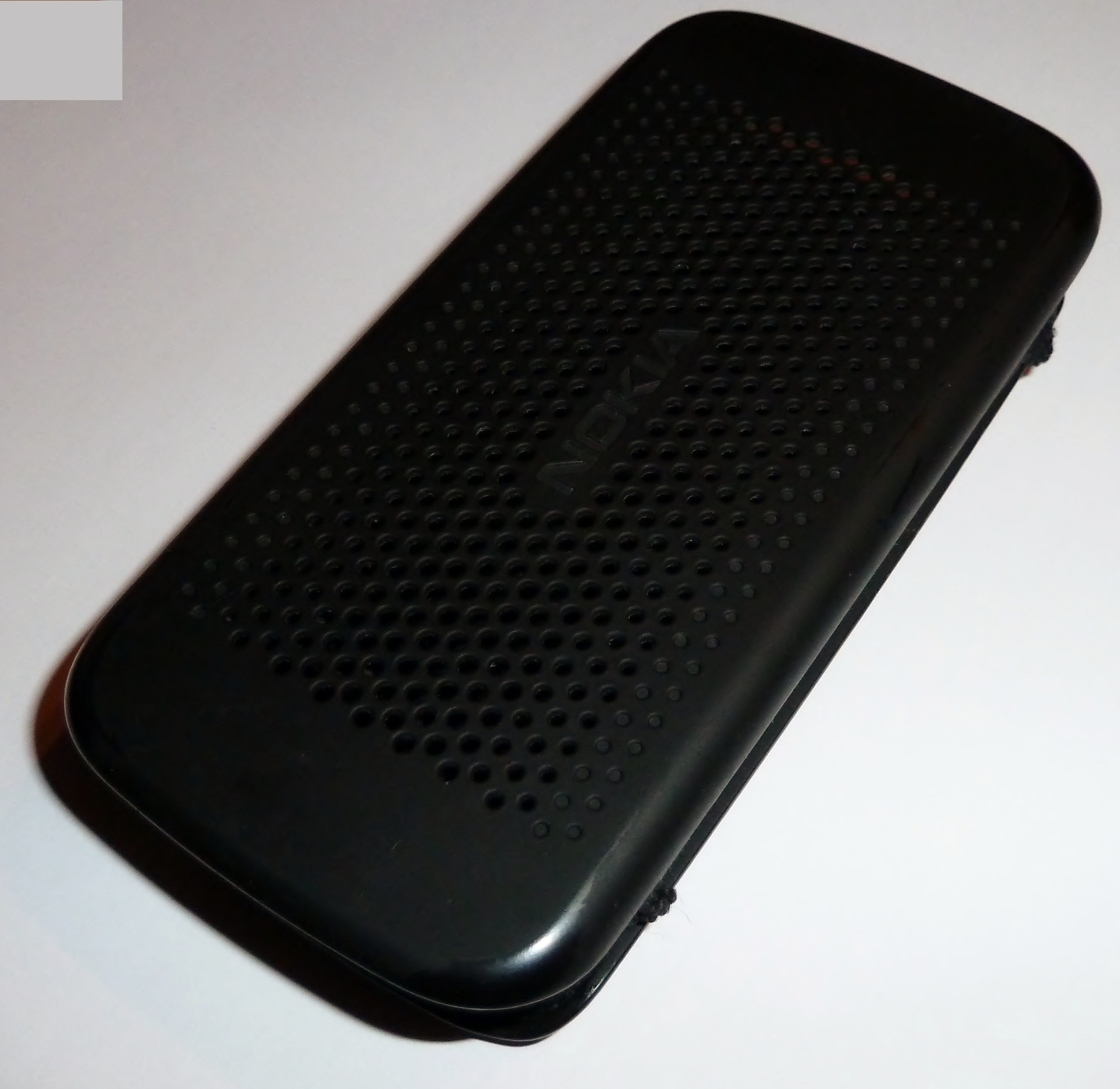
La housse.
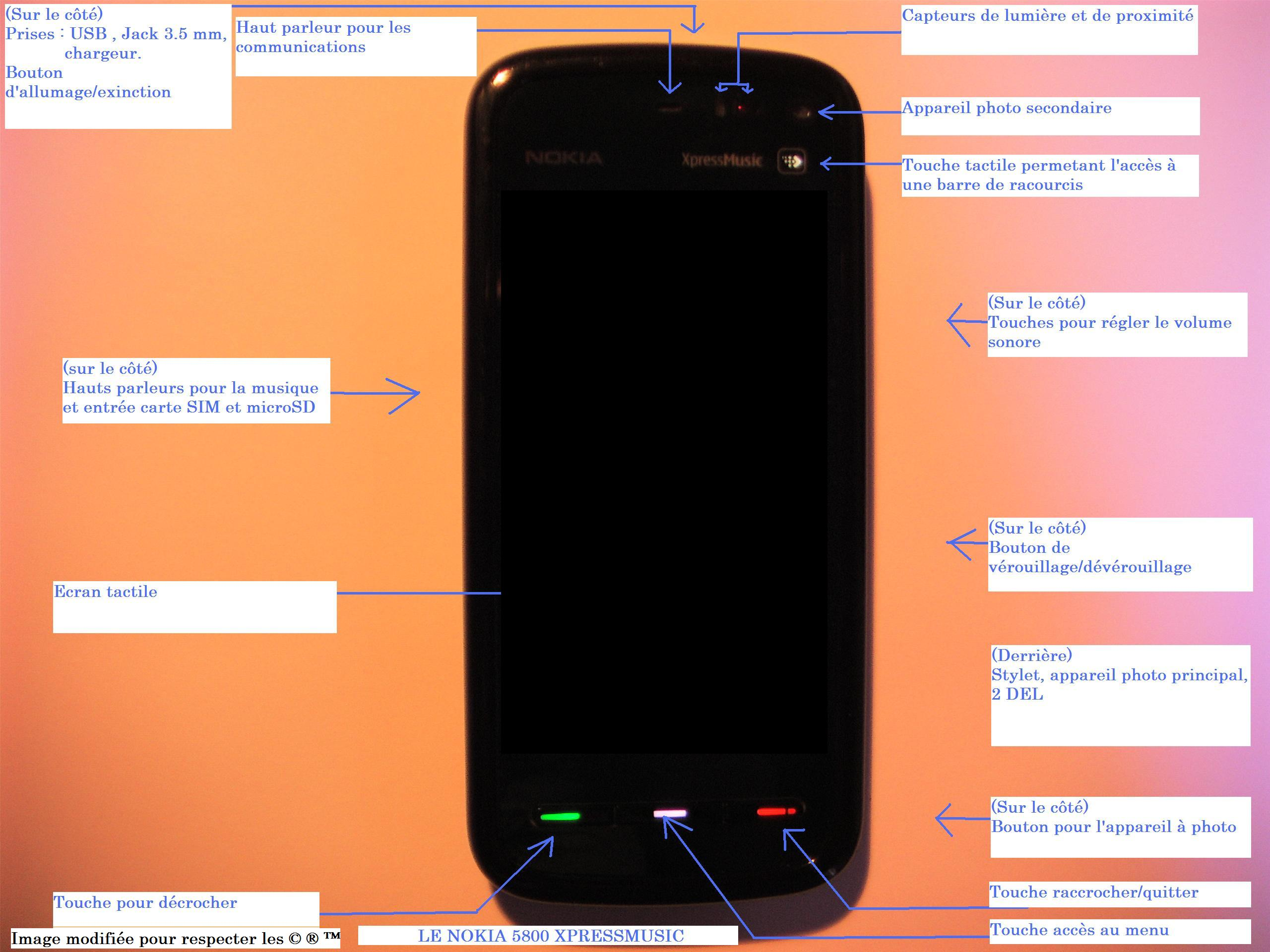
Vue détaillée

La boite est couverte d'ovales de couleurs vives sur un fond noir. Dès que l'on ouvre celle-là, on a un petit morceau de carton coloré que l'on soulève et on a accès au téléphone. En enlevant l'emballage du téléphone on accède à une autre « porte » où le téléphone est en photo sur un fond de rayures rouges et violettes. En le soulevant, on accède aux câbles, notices et aux autres objets fournis. C'est un emballage à étages.
Le pack comprend le téléphone, une batterie (BL-5J 3,7 V 1 320 mAh), un kit mains libres (HS-45, AD-54), un support (CP-306) permettant d'incliner le téléphone pour regarder une vidéo par exemple, 2 stylets en plastique de 8,5 cm, un médiator (sa couleur dépend de la couleur du téléphone) qui fait office de stylet mais il est attaché au téléphone avec une dragonne extensible, un câble USB (CA-101), un câble TV (CA-75U) permettant d'afficher l'écran du téléphone sur un téléviseur, un chargeur (AC-8E) certifié Energy Star, une housse de protection où le téléphone s'insère dedans, une carte microSDHC de 8 Go (MU-43), un mini DVD avec Nokia Pc suite et les pilotes, un guide de démarrage rapide et la notice.